# Chondrodesmus diversus
Chondrodesmus diversus är en mångfotingart som beskrevs av Chamberlin 1941. Chondrodesmus diversus ingår i släktet Chondrodesmus och familjen Chelodesmidae. Inga underarter finns listade i Catalogue of Life.